# Dryopteris kilemensis
Dryopteris kilemensis är en träjonväxtart som först beskrevs av Oskar Kuhn, och fick sitt nu gällande namn av O. Kze. Dryopteris kilemensis ingår i släktet Dryopteris och familjen Dryopteridaceae. Inga underarter finns listade.